# Fallen Empires
Fallen Empires é o sexto álbum de estúdio do grupo Snow Patrol. O álbum foi lançado em 11 de Novembro de 2011.

## Produção
Quando perguntado sobre o processo de composição do álbum em 7 de setembro de 2011, Gary Lightbody comentou: "É o álbum mais extenso que produzimos até agora, mas também o melhor. Nós não tivemos pressa e também tive algumas crises de bloqueio de escritor. É a primeira vez que isso aconteceu em muito tempo. Teve dias que eu não era capaz de escrever. Desde 2009, passei por três bloqueios criativos, mas estou feliz pois os resultados são ótimos. Provavelmente eles me fizeram escrever canções melhores." O Snow Patrol, logo após terminar o álbum, saiu em turnê na "Fallen Empires tour" que durou todo o ano de 2012, sendo o primeiro show no O2 em Dublin. A banda também, no âmbito desta turnê, fez três apresentações no Brasil em outubro de 2012.

## Faixas
Todas as letras escritas por Gary Lightbody, todas as músicas compostas por Snow Patrol, exceto "New York" que foi por Lightbody e Johnny McDaid.
| CD  |                                        |         |  |
| N.º | Título                                 | Duração |  |
| 1.  | "I'll Never Let Go"                    | 4:44    |  |
| 2.  | "Called Out in the Dark"               | 4:01    |  |
| 3.  | "The Weight of Love"                   | 4:17    |  |
| 4.  | "This Isn't Everything You Are"        | 4:58    |  |
| 5.  | "The Garden Rules"                     | 4:29    |  |
| 6.  | "Fallen Empires"                       | 5:20    |  |
| 7.  | "Berlin"                               | 2:05    |  |
| 8.  | "Lifening"                             | 3:53    |  |
| 9.  | "New York"                             | 4:01    |  |
| 10. | "In the End"                           | 4:00    |  |
| 11. | "Those Distant Bells"                  | 3:17    |  |
| 12. | "The Symphony"                         | 6:07    |  |
| 13. | "The President"                        | 4:35    |  |
| 14. | "Broken Bottles Form a Star (Prelude)" | 1:30    |  |

## Lançamento e recepção
Fallen Empires foi lançado oficialmente em 11 de novembro de 2011 e estreou na #3 posição nas paradas dos mais vendidos da Inglaterra. No começo de 2012, o álbum já havia vendido, pelo menos, 270 000 cópias no Reino Unido. Ele estreou também na posição número #5 na Billboard 200 americana, vendendo 31 000 unidades na primeira semana de vendas. Essa foi a melhor estreia da banda nas paradas da Billboard e o segundo disco a chegar no top 10.
O álbum recebeu críticas variadas dos especialistas desde o lançamento. De acordo com o website Metacritic, que mede um peso para os reviews com um percentual até 100, o álbum recebeu uma nota 58, baseado em 25 resenhas, que lhe deu uma avaliação de "qualidade mediana".

## Singles
- "Called Out in the Dark" foi lançado como o primeiro single em 2 de Setembro de 2011 no Reino Unido em um EP.[9] O clipe foi lançado antes de sua data de lançamento, em 17 de Agosto de 2011.
- "This Isn't Everything You Are" foi anunciado como o segundo single no site oficial da banda.[10] A canção foi lançada em 14 de Outubro de 2011.
- "New York" foi o terceiro single do álbum que foi lançado em 20 de Dezembro de 2011.[11]
- "In the End" é o quarto single de Fallen Empires, lançado em 13 de Janeiro de 2012.

## Paradas e certificações
| Paradas (2011)                      | Melhor posição |
| ----------------------------------- | -------------- |
| Alemanha (Media Control Charts)     | 3              |
| Austrália (ARIA Charts)             | 24             |
| Áustria (Ö3 Austria Top 40)         | 10             |
| Bélgica Ultratop 50 (Flanders)      | 4              |
| Bélgica Ultratop 40 (Valônia)       | 9              |
| Canadá (Canadian Albums Chart)      | 2              |
| Dinamarca (Tracklisten)             | 27             |
| Espanha (PROMUSICAE)                | 65             |
| Países Baixos (MegaCharts)          | 1              |
| Finlândia (Suomen virallinen lista) | 46             |
| França (SNEP)                       | 70             |
| Irlanda (Irish Albums Chart)        | 1              |
| México (Top 100 México)             | 90             |
| Nova Zelândia (RIANZ)               | 27             |
| Noruega (VG-lista)                  | 40             |
| Suíça (Schweizer Hitparade)         | 6              |
| Reino Unido (UK Albums Chart)       | 3              |
| Estados Unidos (Billboard 200)      | 5              |

| País        | Certificador | Certificação |
| ----------- | ------------ | ------------ |
| Bélgica     | BEA          | Ouro         |
| Irlanda     | IRMA         | Platina      |
| Reino Unido | BPI          | Platina      |